# Mediet är budskapet
Mediet är budskapet är en fras som myntades av Marshall McLuhan vilket innebär att ett mediums form bäddar in sig i meddelandet. Detta skapar ett symbiotiskt förhållande med vilket mediet påverkar hur budskapet uppfattas.

## Publikationer
Frasen introducerades i hans mest kända bok, Understanding Media: The Extensions of Man (Media i den svenska översättningen), publicerad 1964. McLuhan föreslår att ett medium i sig, inte innehållet det bär, bör stå i centrum för studier. Enligt McLuhan påverkar ett medium det samhälle där det används, inte bara genom innehållet som mediet levererar, utan även genom de egenskaper själva mediet har. McLuhan lekte ofta med ordet "message" genom att ändra det till "mass age", "mess age", och "massage". I en senare bok, The Medium is the Massage, var den ursprungliga titeln The Medium is the Message (Mediet är budskapet), men McLuhan föredrog den nya titeln som sägs ha varit ett tryckfel.

## Nyckelbegrepp
För McLuhan var det själva mediet som formade och kontrollerade "omfattningen och formerna av mänskliga sammanslutningar och handlingar". Med filmen som exempel, hävdade han att det sätt detta medium spelar med föreställningar om hastighet och tid, omvandlas "världen av sekvenser och förbindelser till en värld av kreativa konfigurationer och strukturer." Därför är filmmediets budskap denna övergång från "linjära förbindelser" till "konfigurationer".
För att utöka argumentet för att förstå mediet som själva meddelandet föreslog han att "innehållet i vilket medium som helst är alltid ett annat medium"; alltså är skriftens innehåll tal, den tryckta skriftens innehåll är det skrivna ordet och den tryckta skriften själv är telegrafens innehåll.
McLuhan definierade "medium" i vid mening. Han identifierade glödlampan som en tydlig demonstration av "mediet är budskapet". En glödlampa har inte innehåll på samma sätt som en tidning har artiklar eller en TV har program, men det är ett medium som har en social effekt. En glödlampa gör det möjligt för människor att skapa utrymmen under natten som annars skulle vara insvepta i mörker. Han beskriver glödlampan som ett medium utan innehåll. McLuhan påstod att "en glödlampa skapar en miljö genom sin blotta närvaro."
På samma sätt kan en nyhetssändnings budskap om ett fruktansvärt brott handla mindre om den individuella nyhetsartikeln själv, innehållet, och mer om förändringen i den offentliga inställningen till brott som nyhetssändningen orsakar genom det faktum att uppgifter om sådana brott sänds i hemmet för att ses under en middag.
För en förståelse av media beskriver McLuhan ett mediums "innehåll" som en saftig bit kött som bärs av en inbrottstjuv för att distrahera sinnets vakthund. Detta innebär att människor tenderar att fokusera på det uppenbara, vilket är innehållet, för att det ger oss värdefull information, men under processen, uppfattar vi strängt taget inte de strukturella förändringar i våra angelägenheter som införs subtilt eller under en längre tid. När samhällets värderingar, normer och sätt att göra saker förändras på grund av tekniken, inser vi de sociala konsekvenserna av mediet. Dessa sträcker sig från kulturella eller religiösa frågor och historiska förebilder, genom samspel med befintliga villkor, till sekundära eller tertiära effekter i en kaskad av interaktioner vi inte är medvetna om.
McLuhan tolkade kubismen som att den tydligt visar att mediet är budskapet; kubistisk konst kräver "omedelbar sensorisk medvetenhet om det hela" istället för perspektivet ensamt. Med andra ord, med kubismen kunde man inte fråga vad konstverket handlade om (innehåll), utan snarare att det måste uppfattas i sin helhet.